# Dichelus flavimanus
Dichelus flavimanus är en skalbaggsart som beskrevs av Hermann Burmeister 1844. Dichelus flavimanus ingår i släktet Dichelus och familjen Melolonthidae. Inga underarter finns listade i Catalogue of Life.